# Johan Barthold Frans van Hasselt
Johan Barthold Frans van Hasselt ('s-Gravenhage, 26 februari 1913 - Buchenwald, 10 september 1942) was een verzetsstrijder tijdens de Tweede Wereldoorlog.
Voor de oorlog was Van Hasselt, lid van de familie Van Hasselt, student weg- en waterbouwkunde aan de Technische Hogeschool Delft, en voorzitter van de studievereniging Practische Studie. Toen de oorlog uitbrak, werd hij lid van de verzetsgroep Mekel. Op zaterdag 23 november 1940 hield Van Hasselt een toespraak aan het Oostplantsoen in Delft ten gevolge van enkele honderden studenten om te protesteren tegen de schorsing van joodse docenten. De daaropvolgende maandag 25 november vond een staking plaats door een groep van circa 500 studenten. Dit protest was het eerste publieke protest tegen de Jodenvervolging in Nederland. Van Hasselt werd op 24 augustus 1941 gearresteerd en naar het Oranjehotel in Scheveningen overgebracht. Op 12 maart 1942 volgende een overplaatsing naar Kamp Amersfoort. Hij werd op 12 april overgebracht naar het concentratiekamp Buchenwald, waar hij op 10 november 1942 overleed.
De studentenhuisvestingsstraten Van Hasseltlaan en Van Hasseltplein in Delft, een zaal in de aula van de TU Delft en een lezing aan de TU Delft zijn naar hem vernoemd. Op het gebouw aan het Oostplantsoen waarvoor Van Hasselt zijn toespraak hield is een gedenkplaquette aangebracht met de tekst:
In dit voormalige gebouw van de Technische Hogeschool Delft kwamen op 23 november 1940 honderden studenten bijeen om te protesteren tegen de schorsing van Joodse docenten door de nazi's.
Na een toespraak van de student Frans van Hasselt besloten ze spontaan te gaan staken.

Het was de eerste massale staking in Nederland tegen de Duitse bezetting (1940-1945).